# Theodor Rogalski
Theodor Rogalski (n. 11 de abril de 1901  – d. 2 de febrero de 1954 ) fue un compositor, director de orquesta, orquestador y pianista rumano de origen polaco, un nombre de referencia para la evolución de la cultura musical rumana de la primera mitad del siglo XX.
Después de los estudios en Bucarest con Alfonso Castaldi y Dimitrie Cuclin, sigue sus estudio en el Conservatorio de Leipzig (1920 - 1923) y luego en la Schola Cantorum de París (1923-1926), donde será discípulo del mismísimo Vincent d'Indy (en las disciplinas composición y dirección de orquesta) así como de Maurice Ravel (orquestación).
Se afirma en 1926 con la obtención del primer puesto en el Concurso nacional de composición "George Enescu" (instituido en 1913) con la obra Cuarteto de cuerdas en fa mayor y su música hará parte del calendario habitual de diferentes filarmónicas, como por ejemplo: Dos bailes para vientos, piano y batería (1927) y Dos esbozos sinfónicos (1930), obra cuyo valor excepcional determinó al mismísimo George Enescu escogerla para  un concierto, parte de la Exposición Internacional de Nueva York de 1939.
Continuando su exploración de la línea abierta de dipticul Înmormăntare la Pătrunjel y Paparudele (Dos esbozos sinfónicos) mediante de la valorificación del filón folclórico, poniendo el acento sobre la diversidad rítmica, las superposiciones politonales y una paleta armónica inédita, Theodor Rogalski compone, dos decenios más tarde, en 1950, la suite sinfónica Tres bailes rumanos, qué constituyen una referencia en la creación musical rumana de la época.
En las décadas 1930-1950,  la composición quedó en plan secundario, el músico dedicándolas a la actividad direccional y a la constitución de un nuevo conjunto musical - desde su creación hasta llevarlo al nivel digno de una orquesta de  renombre internacional - la hoy llamada Orquesta Nacional Radio. Fue el primer director de la orquesta, debut que formalizó en el año 1930.
También se le ofreció el puesto de primer director de orquesta de la filarmónica "George Enescu", entre los años 1950-1954, puesto que coincidiría con el puesto de profesor de la cátedra de orquestación del Conservatorio de Bucarest.
Si la lista de sus creaciones es bastante reducida (música de cámara para el piano, piano y violín, piano y voz, Tres piezas para el violoncelo, Dos caprichos, Tres canciones sobre versos populares para soprano y orquesta, Tres baladas rumanas para el tenor y orquesta y las ya mencionadas piezas sinfónicas), la de las obras orquestadas por Rogalski es inmensamente mayor. Su talento y maestría, en lo que a la orquestación se refiere, han metamorfoseado piezas corales, vocales e instrumentales del repertorio rumano y universal. La versión orquestada  Carnaval de Schumann datan de 1942 y reúne la más diversa paleta de instrumentos, desde la flauta piccolo hasta la tuba, pasando por el triángulo y el arpa. Rogalski se demuestra como un experto en la combinación de los diferentes timbres musicales, por tanto su talento en lo que a la orquestación se refiere queda como una de sus facetas más importantes de su carrera.
En sus obras, encontramos la música sinfónica (Fresco antiguo, Dos esbozos sinfónicos, Tres bailes rumanos), la vocal-sinfónica (la balada Iancu Jianu), obras de habitación, bandas sonoras de filmes (Viața învinge).

## Cronología musical
- 1918 - Sonata para piano (1921 - primera mención en el Concurso de composición "George Enescu")
- 1919 (?) - Suite para piano (1919 - segunda mención en el Concurso de composición "George Enescu")
- 1920 - Paysage para piano

- Pastorală para piano
- Berceuse para violoncelo y piano
- Piece para el violoncelo y piano
- Historiette para violoncelo y piano
- Minuetto para violoncelo y piano
- Perfume exotique para violoncelo y piano
- Pavanne para violoncelo y piano
- Idylle y Tambourin (A partir del motivo "O du lieber Augustin") para cuarteto de cuerdas
- El lied Le Silence, versos de CH. Batillot
- Orchesterstuck (1923 - tercer premio en el Concurso de composición "George Enescu")
- La opereta Nina
- 1921 - Rondo

- Soneto para piano
- Aubade para piano
- 1922 - Iarna (El invierno) para piano

- Romanzetta para piano
- Suite para violín y piano: Aubade, Interlude, Sonet (1922 - mención en el Concurso de composición "George Enescu")
- Andantă de una proyectada, pero no terminada Sonata para violoncelo y piano
- Vieille Chanson para dos violines y viola
- Fruhlingsnacht para 2 violines y violoncelo
- Andantino para cuarteto de cuerdas
- de Baile para cuarteto de cuerdas
- 2 lieduri para voz y piano sobre los versos de R. Dehmel: Erlengang, Einst im Herbst
- 2 lied para voz y orquesta: lied sobre los versos de Heine, sin título, Helle Nacht sobre los versos de R. Dehmel
- 1924 - Serenatas retrospectiva para piano
- 1925 - Baladas sobre temas rumanos para violín y piano

- Bourree para violoncelo y piano
- Canon, para violín, violoncelo y piano
- Cuarteto de cuerdas (1925 - primer premio del Concurso de composición "George Enescu")
- Cuatro "Evocaciones" para soprano: Canción Sabia, La canción del Enamorado, La canción de la lluvia, La canción de cuna
- Dos bailes para vientos, piano y batería (1927 - mención en Venecia)
- Ballet fresco antiguo.
- 1929 - Dos esbozos sinfónicos: Înmormântare la Pătrunjel, Paparudele.

- Música para teatro, para Don Juan de Victor Eftimiu
- 1930 - Tres piezas para violoncelo
- 1931 (?) - Suite para oboe y piano
- 1932 - Dos caprichos
- 1933 - Tres canciones sobre versos populares para soprano y orquesta

- Hora Ciciului
- 'El sauce'
- Lăzărelul
- 1940 - Tres baladas rumanas para tenor y orquesta:

- Iancu Jianu
- Mihu Copilul
- Toma Alimoș
- 1950 - Suita sinfónica Tres bailes rumanos
- 1951 - Banda sonora de Viața învinge